# Johannes von Gott

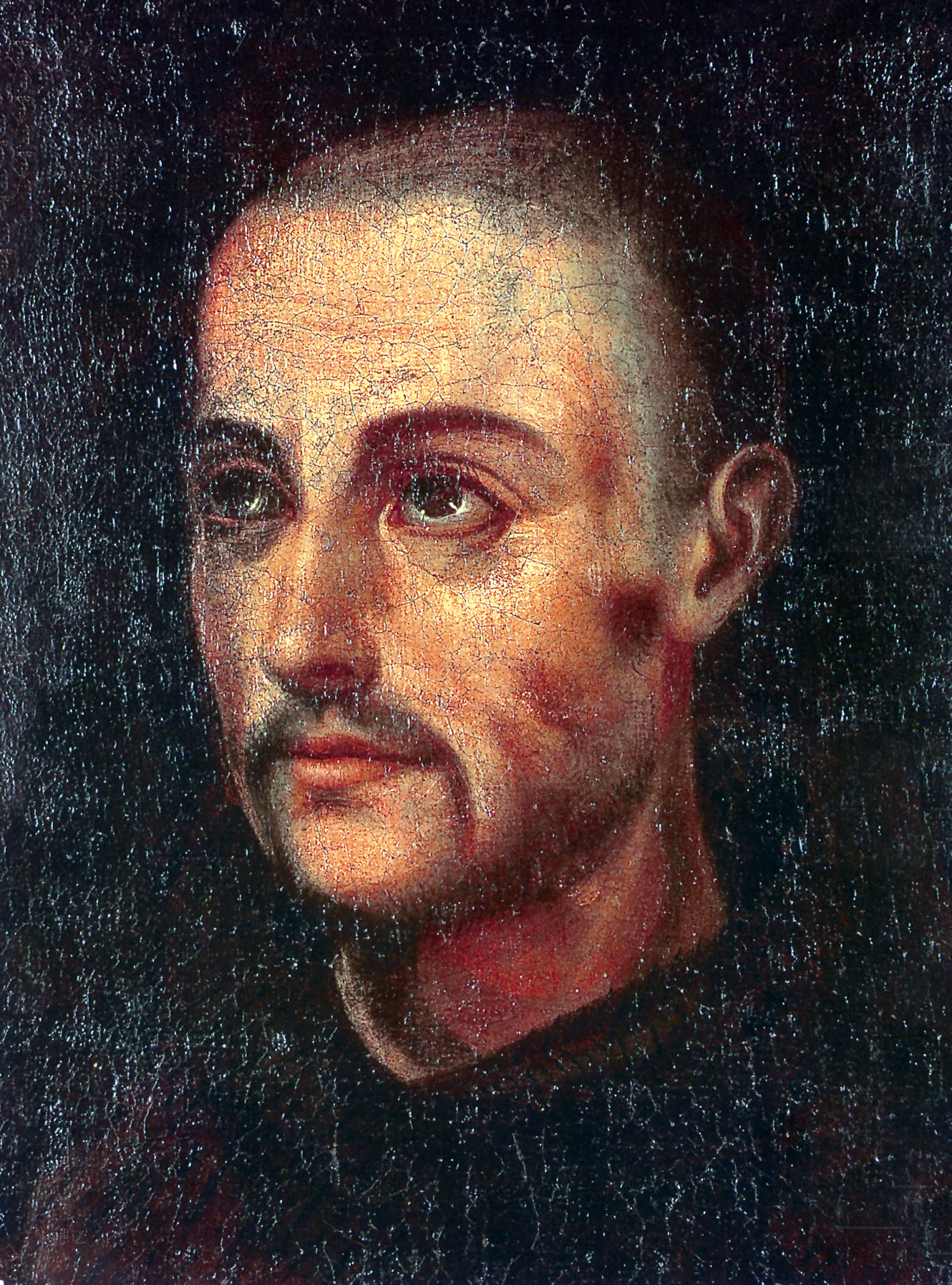
Bild des hl. Johannes von Gott, Ölgemälde von Pedro de Raxis

Johannes von Gott (spanisch Juan de Dios, auch Juan Ciudad oder João Cidade genannt; * um 1495 nach traditioneller Annahme in Montemor-o-Novo, Portugal, nach neuerer Vermutung jedoch in Casarrubios del Monte, Provinz Toledo, Spanien; † 8. März 1550 in Granada) war ein spanischer Buchhändler und der Stifter des Ordens der Barmherzigen Brüder vom hl. Johannes von Gott. Er wird in der katholischen Kirche als Heiliger verehrt. Er ist Schutzpatron der Krankenhäuser, der Kranken und Krankenpfleger, der Buchhändler und Buchdrucker wie auch der Stadt Granada.

## Gründung der Barmherzigen Brüder
Nach einem unsteten Leben als Hirte, Soldat und Buchverkäufer hörte der bereits über 40-jährige Johannes in Granada den spanischen Prediger Johannes von Avila, gab daraufhin sein bisheriges Leben auf und widmete sich nach einem Spitalaufenthalt ausschließlich der Krankenpflege.
In Granada gründete er ein Hospital, das rasch überregionale Bekanntheit erlangte. Es folgten weitere Hospitalgründungen, insgesamt fünf, die vor allem in der Betreuung Geisteskranker richtungsweisend wurden. Aus der Gruppe seiner engsten Mitarbeiter im Pflegepersonal entwickelte sich, ursprünglich unbeabsichtigt, nach seinem Tod der Orden der Barmherzigen Brüder, der nach der Augustinusregel lebt. Die Gemeinschaft, die heute noch als einer der wichtigsten männlichen Krankenpflegeorden gilt, besteht hauptsächlich aus Laienbrüdern, die neben den drei Gelübden der evangelischen Räte zusätzlich das der „Hospitalität“ (Gastfreundschaft im Sinne der Zuwendung zu den Hilfebedürftigen) ablegen.
Der heilige Johannes von Gott wird mit einem Granatapfel, der Wappenfrucht Granadas, als ikonographischem Heiligenattribut dargestellt. Eine Erklärung nimmt an, er habe diese Frucht in seinem Hospital zur Heilung vieler Krankheiten verwendet.

## Leben

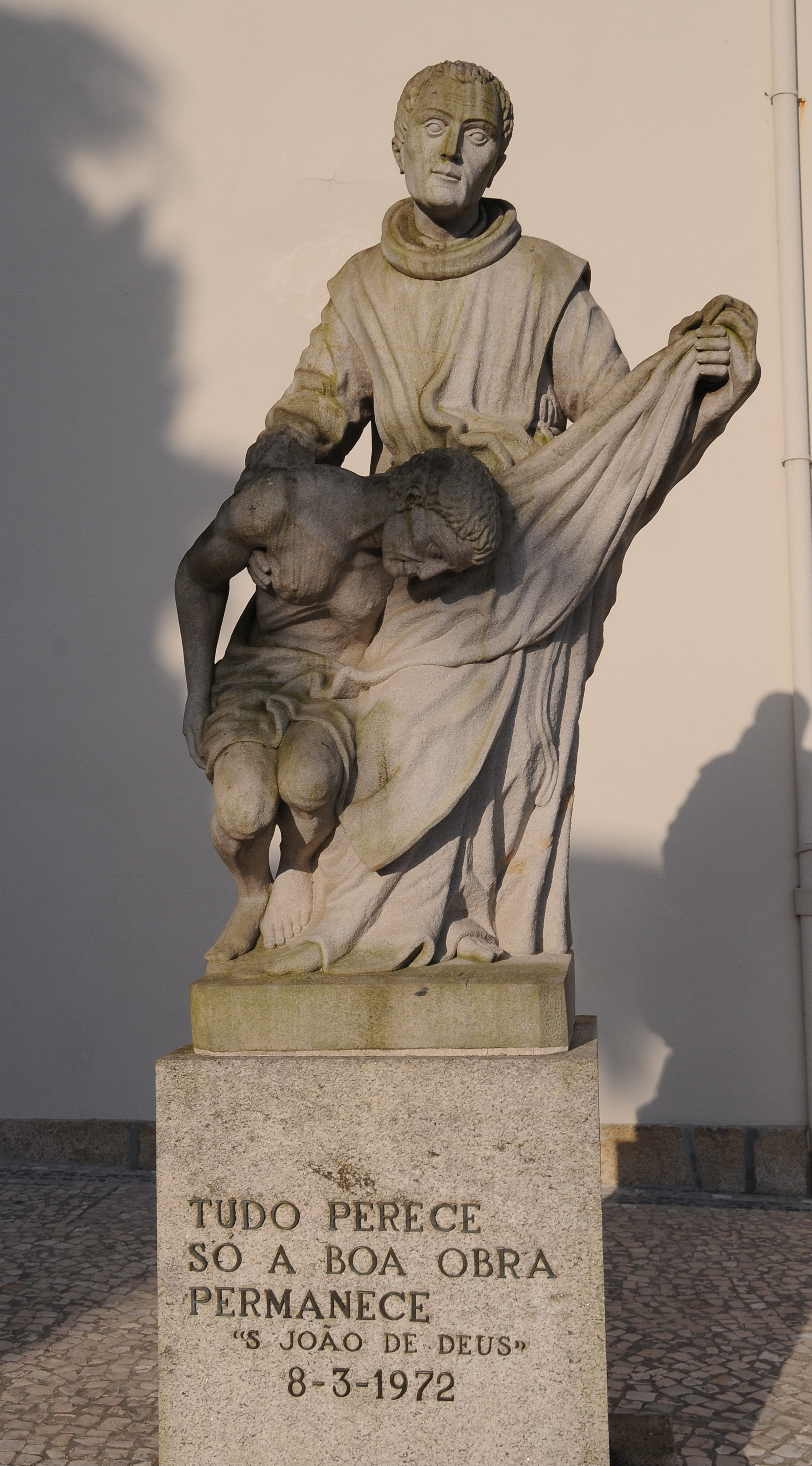
Statue des heiligen Johannes von Gott in Vilar de Frades, Barcelos, Portugal

### Der Abenteurer
João Cidade wurde nach traditioneller Überlieferung 1495 in der kleinen portugiesischen Stadt Montemor-o-Novo südöstlich von Lissabon geboren. Seine Eltern sind unbekannt. Neuerdings wird aufgrund der Auswertung im 20. Jahrhundert erschlossener Archivalien allerdings angenommen, dass er in Wirklichkeit aus der toledanischen Gemeinde Casarrubios del Monte stammte und seine Eltern (oder seine Mutter allein) mit dem Säugling nach Portugal flohen, möglicherweise weil sie Juden waren und Kastilien infolge des Alhambra-Ediktes verlassen mussten. Sein erster Biograf Francisco de Castro, dessen Lebensbeschreibung des Ordensgründers erstmals 1585 erschien, verschleiert die genaue Herkunft, wohl weil sie einer möglichen Kanonisation nicht zuträglich erschien.
Aus unbekannten Gründen verließ Johannes mit acht Jahren sein Elternhaus und kehrte nach Spanien zurück. Sein erster Biograf berichtet, ein Geistlicher habe ihn entführt, spätere Biografien beschreiben andere, ausgedichtete Umstände. Er lebte jedenfalls zwischen 1503 und 1529 mit einer kurzen Unterbrechung in Oropesa bei Toledo, wo er im Haushalt eines Verwalters des Grafen von Oropesa, Francisco Mayoral, Aufnahme fand und erzogen wurde. Als Kind hatte er zunächst die Aufgabe, den Hirten die Jause zu bringen, und wurde bald selbst Hirte. Möglicherweise erhielt er schon damals den für elternlose Findelkinder üblichen Beinamen de Dios („von Gott“). 1523 nahm er als Soldat Karls V. an der Belagerung des von Heinrich II. französisch besetzten Fuenterrabía teil, gab das Soldatenleben aber schnell wieder auf und kehrte nach Oropesa zurück.
1529 zog Johannes mit einem Kontingent des Grafen von Oropesa im Heer Karls V. als Landsknecht gegen die Türken, die damals Wien belagerten. Über Barcelona, Genua, den Gardasee, Innsbruck und Linz kam Johannes bis Wien und war am 24. September 1532 dort anwesend, als Karl V. in die Stadt einzog und seine Truppen inspizierte. Im Oktober 1532 kehrte er mit seinem Herrn per Schiff über La Coruña nach Spanien zurück. Er pilgerte nach Santiago de Compostela und zog im selben Jahr weiter nach Portugal in seinen Heimatort Montemor-o-Novo, wo er vergeblich nach seinen Eltern oder Zieheltern suchte. Danach kehrte er nicht mehr nach Oropesa zurück, sondern reiste über Sevilla und Gibraltar bis nach Ceuta in Afrika. Bei der Überfahrt lernte er einen vom portugiesischen Königshof verbannten Adeligen mit seiner Frau und den vier Töchtern kennen. Johannes verdingte sich beim Festungsbau und ernährte die Familie mit seinem Einkommen.
Im Spätsommer 1533 kehrte Johannes nach der Konversion eines Arbeitskollegen zum Islam, die ihn schockierte, auf Anraten eines Geistlichen nach Gibraltar zurück und begann dort ein Geschäft mit geistlichen Büchern und Heiligenbildern. Kurz vor Weihnachten desselben Jahres eröffnete er in Granada beim Elvirator eine Buchhandlung.

### Der von Gott Berufene

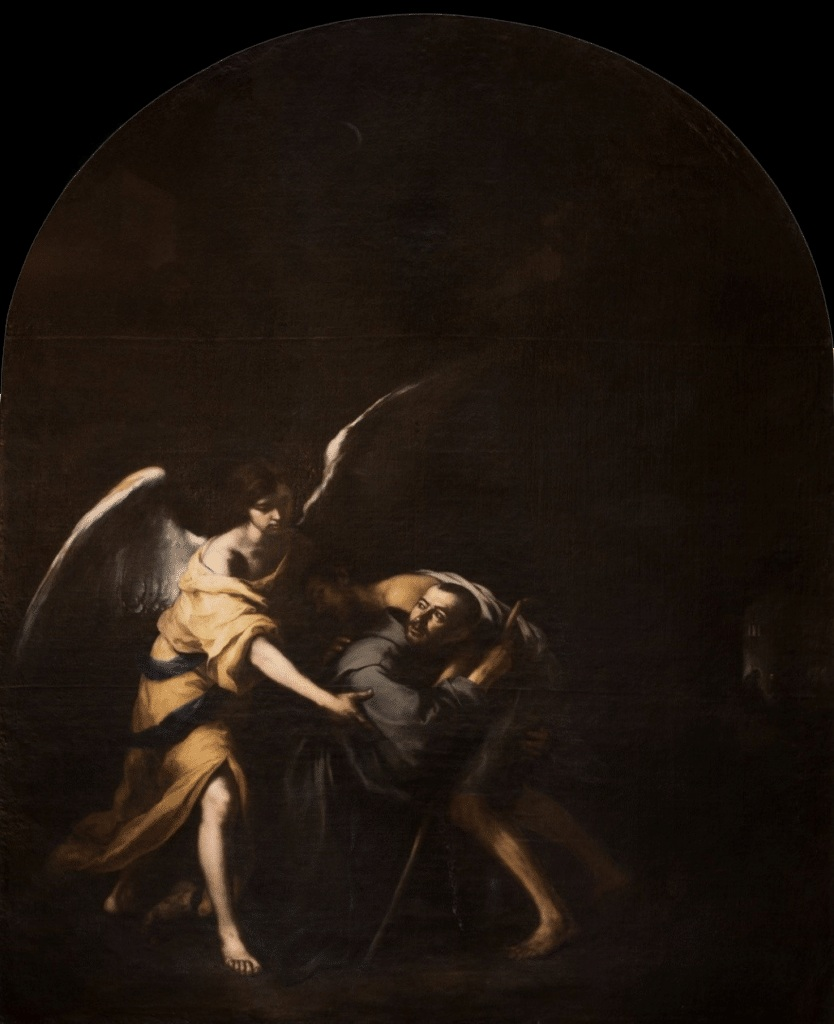
Johannes von Gott mit Engel (Gemälde von Bartolomé Esteban Murillo, um 1672)

Am 20. Januar 1539 hörte Johannes den berühmten Prediger Johannes von Avila. Johannes war von dieser Predigt so beeindruckt, dass er all sein Hab und Gut verschenkte. Der vermeintlich Verrückte wurde in das königliche Hospital gebracht, wo er die Not der Kranken, besonders der Geisteskranken kennenlernte. Nach der Entlassung aus dem Hospital unternahm er eine Wallfahrt nach Guadalupe und begann danach, unter dem Torbogen des Hauses einer konvertierten Maurenfamilie Kranke zu pflegen, die er auf der Straße aufgelesen hatte. Dieser Torbogen mit dem Wahlspruch der Familie „Das Herz befehle“ ist noch erhalten. Bald konnte Johannes in einem gemieteten Haus seine Vorstellungen von Krankenpflege verwirklichen. Die Patienten wurden je nach ihrer Krankheit voneinander getrennt, und jeder Kranke bekam sein eigenes Bett. Johannes ließ die Kranken auch von einem Arzt behandeln. Oft sammelte Johannes kranke Menschen auf der Straße auf und trug sie auf dem Rücken in sein Hospital.
Im Herbst 1539 errichtete er sein erstes Krankenhaus in der Lucenagasse. Die Bezahlung der Miete sicherten Gönner, die ihn seit Beginn seiner Tätigkeit unterstützten. Für die Verpflegung der Kranken und Armen sorgte er selbst, indem er mit dem Ruf „Tut Gutes, Brüder!“ abends Speisereste und Geld für die Verpflegung der Kranken sammelte. Obwohl Johannes anfangs als Narr verlacht wurde, fand sein Werk bald Beachtung und Unterstützung.

### Der Heilige
Sein leidenschaftlicher, selbstloser Einsatz für die Ärmsten der Gesellschaft beeindruckte die Menschen. Im November oder Dezember nannte ihn der Bischof von Tuy, der Vorsitzende der königlichen Kanzlei in Granada, beim ersten Zusammentreffen „Johannes von Gott“, weil seiner Meinung nach ein Mensch so ein Werk nur vollbringen könne, wenn er von Gott dazu berufen sei. Der Bischof überreichte Johannes ein Gewand aus grobem, gebleichtem Leinen, das er fortan tragen sollte.
Johannes kümmerte sich auch um die Ausgestoßenen. Er versuchte, Prostituierte freizukaufen und sie zu verheiraten oder Arbeit für sie zu finden. Im Zuhältermilieu fand er auch seine ersten Helfer, Antón Martin, den Rächer eines Ermordeten, und Pedro Velasco, den Mörder, die er versöhnen konnte. Immer mehr Reiche und Adelige unterstützten in dieser Zeit sein Wirken.
Das zweite Hospital in einem ehemaligen Karmeliterinnenkloster am Gomelesabhang am Haupteingangstor zur Alhambra wurde 1547 gegründet. Das Erdgeschoss diente als Pilger- und Obdachlosenherberge, im ersten Stock befanden sich 100 Betten. Dort wurden auch ausgesetzte Kinder aufgenommen. Johannes reiste durch Andalusien, um Gönner zu finden. 1548 begab sich Johannes an den Königshof in Valladolid zu Philipp II., um Geldquellen zu erschließen.
Als das Königliche Hospital am 3. Juli 1549 in Granada brannte, rettete Johannes viele Kranke aus den Flammen. Er warf alles Brauchbare aus den Fenstern, bis er in den oberen Stockwerken von den Flammen eingeschlossen war, und rettete sich über das Dach. Als der Genilfluss im Winter 1549/50 Hochwasser führte, begab sich auch Johannes an das Ufer, um Brennholz aus den Fluten zu fischen. Er versuchte vergeblich, einen Buben aus dem Wasser zu retten, und zog sich dabei eine schwere Erkältung zu. Vor seinem Tode regelte er noch alles im Krankenhaus und sorgte dafür, dass alle Schulden bezahlt wurden.

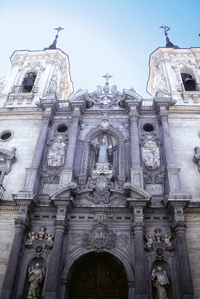
Basilika des hl. Johannes von Gott in Granada

## Verehrung
Johannes starb im Haus der befreundeten Familie Pisa am 8. März 1550, eine halbe Stunde vor dem Morgenläuten. Man fand ihn kniend mit dem Kreuz in der Hand. Er wurde in der Familiengruft der Familie Pisa im Viktoriakloster der Paulaner in Granada beigesetzt. 1614 wurden die sterblichen Überreste in die Spitalskirche der Barmherzigen Brüder überführt.
Der Seligsprechungsprozess im Erzbistum Granada wurde 1621 auf der Grundlage der von Francisco de Castro, einem Mitarbeiter von Juan de Dios und Direktor des von ihm gegründeten Hospitals, in mehreren Auflagen veröffentlichten offiziellen Lebensbeschreibung eingeleitet, deren Angaben man durch Befragung von 68 noch lebenden Zeugen aus 22 spanischen Städten zu ergänzen suchte. 1625 billigte die Heilige Ritenkongregation in Rom das Verfahren und sandte einen zweiten Fragebogen nach Granada. Positive Stellungnahmen kamen unter anderem von König Philipp IV. und seiner Gemahlin Isabella. Am 21. September 1630 sprach Papst Urban VIII. Johannes von Gott selig, was in Granada zu Freudenfesten führte. Am 16. Oktober 1690 wurde er von Papst Alexander VIII. heiliggesprochen. 1759 wurden die Reliquien des Heiligen in die reich verzierte Grabkapelle der zwischen 1737 und 1759 anstelle der alten Spitalskirche zu seinen Ehren erbauten Barockkirche verbracht, die heutige Basilika San Juan de Dios, wo sie in einem Silberschrein verehrt werden. Weitere Reliquien befinden sich im Archiv des Museums San Juan de Dios, das in seinem Sterbehaus untergebracht ist. Die Akten des Seligsprechungsverfahrens wurden im 19. Jahrhundert in Granada wiederentdeckt und unter anderem von Manuel Gómez-Moreno Martínez erforscht.
Um 1775 komponierte Joseph Haydn die Missa brevis Sancti Joannis de Deo in B-Dur (Hob. XXII:7) für den Orden der Barmherzigen Brüder vom hl. Johannes von Gott in Eisenstadt.
Papst Leo XIII. erklärte den heiligen Johannes von Gott am 27. Mai 1886 zum Schutzpatron der Hospitäler und Kranken; Pius XI. fügte am 28. August 1930 die Patronate für Krankenpfleger und ihre Vereinigungen hinzu. 1940 erhob Pius XII. Johannes zum Schutzpatron der Stadt Granada. Er wird außerdem als Patron der Buchhändler, Buchdrucker und Papiermüller verehrt. Sein Fest wird am 8. März gefeiert.